# Adrian Croitoru
Adrian Croitoru (Tudora, 24 de febrero de 1971) es un deportista rumano que compitió en judo. Ganó dos medallas de bronce en el Campeonato Mundial de Judo entre los años 1993 y 1999, y cuatro medallas en el Campeonato Europeo de Judo entre los años 1991 y 2000.

## Palmarés internacional
| Campeonato Mundial | Campeonato Mundial       | Campeonato Mundial | Campeonato Mundial |
| Año                | Lugar                    | Medalla            | Categoría          |
| ------------------ | ------------------------ | ------------------ | ------------------ |
| 1993               | Hamilton (Canadá)        | Medalla de bronce  | –86 kg             |
| 1999               | Birmingham (Reino Unido) | Medalla de bronce  | –90 kg             |
| Campeonato Europeo |                          |                    |                    |
| Año                | Lugar                    | Medalla            | Categoría          |
| 1991               | Praga (Checoslovaquia)   | Medalla de bronce  | –86 kg             |
| 1992               | París (Francia)          | Medalla de plata   | –86 kg             |
| 1994               | Gdańsk (Polonia)         | Medalla de bronce  | –86 kg             |
| 2000               | Breslavia (Polonia)      | Medalla de oro     | –90 kg             |